# Fosfolipidna dvojna plast
Fosfolipídna dvójna plást (tudi fosfolipídni dvósloj, lipidna dvojna plast ali lipidni dvósloj) je urejena dvojna plast amfifilnih molekul (polarnih lipidov), ki so s svojimi hidrofilnimi deli obrnjene proti vodni raztopini, s hidrofobnimi deli pa druga proti drugi. Fosfolipidna dvojna plast je temeljni strukturni element celičnih membran.

## Spontano urejanje
Posebna lastnost polarnih lipidov, spontano urejanje v plastovite strukture znotraj vodnega medija, je posledica njihove amfifilnosti. Polarni lipidi, ki so temeljni gradnik celične membrane, so po zgradbi podobni triacilgliceridom ali pravim lipidom, le da imajo namesto treh radikalov maščobnih kislin na glicerol zaestreni le dve, namesto tretje pa je zaestrena polarna glava. Pri fosfolipidih je to fosforjeva kislina, nanjo pa je vezan še drugi alkohol.
Pri nevtralnem pH nosi fosforjeva kislina negativni naboj, alkohol (npr. holin ali etanolamin) pa pozitivnega. »Glava« fosfolipida je potemtakem polarna, medtem ko so verige maščobnih kislin nepolarne. Energijsko najugodneje je, če je v stiku z vodno raztopino čim večji delež polarnega dela molekule ob hkratnem čim manjšem deležu nepolarnega dela. Stabilnih struktur, ki jih tvorijo fosfolipidi v vodnem mediju, je več, glede na obliko fosfolipidnih molekul in njihovo koncentracijo, med njimi tudi dvojna plast. Če je plast dovolj velika, je energija, potrebna za upogib dvojne plasti, manjša od neugodnega prispevka na robu dvojne plasti, zato se ta v vodni raztopini spontano upogne in zaključi sama vase. Nastane vezikel ali fosfolipidni mehurček.

## Sestava
| Fosfolipidna sestava v % celotne mase | Fosfolipidna sestava v % celotne mase | Fosfolipidna sestava v % celotne mase | Fosfolipidna sestava v % celotne mase | Fosfolipidna sestava v % celotne mase |
| ------------------------------------- | ------------------------------------- | ------------------------------------- | ------------------------------------- | ------------------------------------- |
|                                       | mielin                                | eritrocit                             | mitohondrij                           | E. coli                               |
| holesterol                            | 25                                    | 25                                    | 5                                     | 0                                     |
| fosfatidilholin                       | 11                                    | 23                                    | 48                                    | 0                                     |
| fosfatidiletanolamin                  | 14                                    | 20                                    | 28                                    | 82                                    |
| sfingomielin                          | 6                                     | 18                                    | 0                                     | 0                                     |
| fosfatidilserin                       | 7                                     | 11                                    | 0                                     | 0                                     |
| fosfatidilglicerol                    | 0                                     | 0                                     | 1                                     | 7                                     |
| drugo                                 | 37                                    | 3                                     | 18                                    | 11                                    |

Fosfolipidni dvosloj sestavljajo pretežno fosfolipidi (zwitterionski fosfatidilholin, fosfatidiletanolamin, sfingomielin ter anionska fosfatidilserin in fosfatidilglicerol) ter nevtralni lipid holesterol. Delež posamezne vrste lipidov se od ene vrste biološke membrane do druge razlikuje; za nekaj vrst je delež posamezne vrste prikazan v tabeli.
Sestava večine bioloških membran je asimetrična – sestava ene plasti se razlikuje od sestave druge. V eritrocitu tako denimo notranja plast vsebuje večino fosfatidiletanolamina in fosfatidilserina, zunanja plast pa večino fosfatidilholina in sfingomielina.

## Fizikalne lastnosti
Ker lahko obravnavamo membrano kot dvorazsežno tekočino, definiramo stisljivost membrane kot lateralno stisljivost, ki nam pove, koliko se spremeni površina membrane pri dani spremembi lateralnega tlaka.
Termodinamske lastnosti fosfolipidnih membran so v pretežni meri določene z mogočimi konformacijami maščobnokislinskih verig. Te imajo najnižjo energijo v konformaciji »trans«, ko ležijo vse vezi C-C v isti ravnini. Le malo višjo energijo ima konformacija »gauche«, pri kateri se del verige zasuka okoli osi C-C za 120°. Konformacija molekul je kolektivni pojav – molekula bo z večjo verjetnosti v konformaciji »gauche«, če so v tej konformaciji tudi sosednje molekule. Enako velja tudi za konformacijo »trans«. Z naraščajočo temperaturo se povečuje verjetnost za konformacijo »gauche«, zato pride pri določeni temperaturi do skokovitega faznega prehoda med »urejeno fazo«, v kateri so praktično vse molekule v konformaciji »trans«, ter »neurejeno fazo«, v kateri so praktično vse molekule v konformaciji »gauche«. Temperatura faznega prehoda v splošnem narašča z dolžino maščobnokislinske verige.
Od faze membrane so odvisne tudi druge fizikalne lastnosti membrane. Lateralna stisljivost membrane je veliko večja, če je membrana v neurejeni fazi; prav tako ima membrana v neurejeni fazi večjo prepustnost za difuzijski prekomembranski transport.